# Вівсянка північна
Вівсянка північна, пасовник північний (Spizelloides arborea) — вид горобцеподібних птахів родини Passerellidae, поширений в Північній Америці.
Раніше була віднесена до роду Spizella (а ще раніше до Passerella), але молекулярні дослідження засвідчили відхилення, достатні для виділення окремого роду Spizelloides.

## Опис, поширення та екологія
Дорослі особини мають іржаво-коричневу шапочку і сіруватий низ та невелику темну пляму на грудях. Вони мають коричнево-руде забарвлення спини і крил зі світлішими смужками і тонкий хвіст. Лицева частина сіра з іржавою смужкою на лінії очей. Боки мають легкий світло-коричневий відтінок. Зовні дещо схожі на карнатку білоброву (Spizella passerina) але мають плямку на грудях.

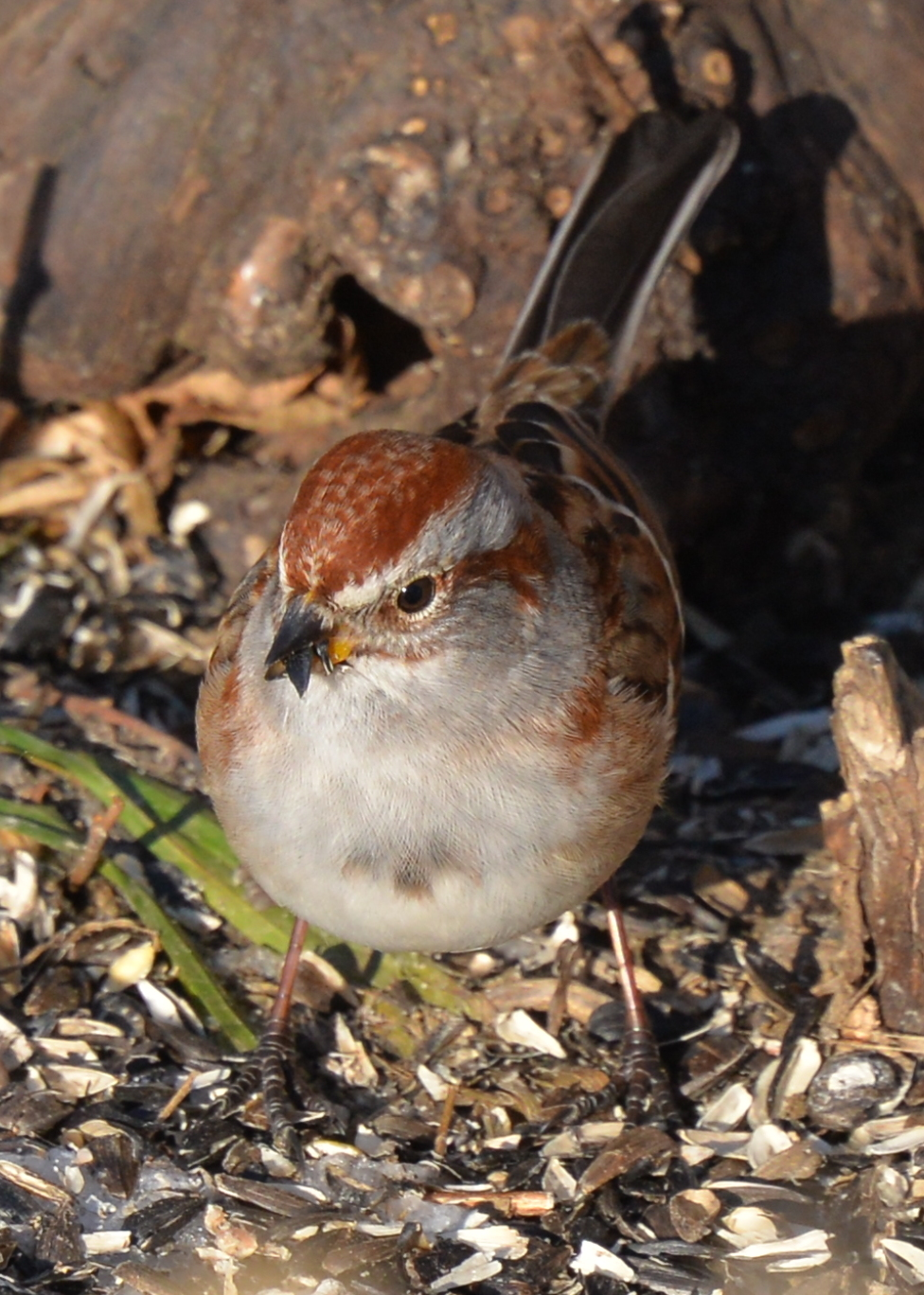
Характерна плямка на грудях

Середовищем їхнього розмноження є тундри і північні межі бореальних лісів на Алясці та на півночі Канади. Гніздяться на землі.

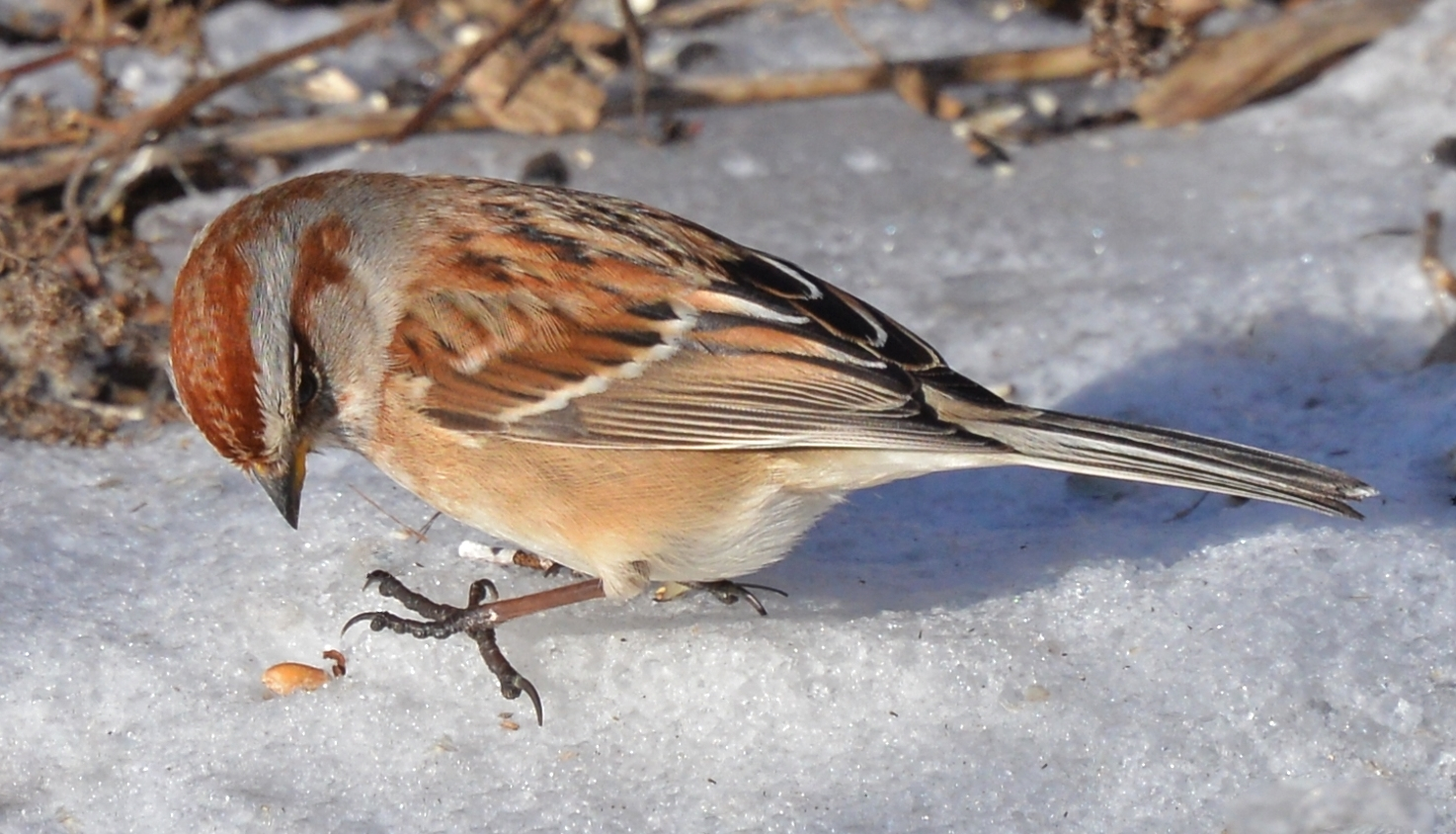
Як і інші вівсянки, шукає поживу на землі

Вівсянки північні мігрують у США і до Південної Канади на зимівлю. Як правило, синхронно з їх появою карнатка білоброва рухається на південь приблизно в той самий час.
Ці птахи живляться на землі або в низьких кущах, поза гніздовим періодом частіше тримаються зграями. Споживають в основному насіння і комах, деякі ягоди.
Пісня цього птаха — ніжна висока затихаюча трель.

### Книги
- Naugler, C. T. 1993. American Tree Sparrow (Spizella arborea). In The Birds of North America, No. 37. (A. Poole, P. Stettenheim, and F. Gill, Eds.). Philadelphia: The Academy of Natural Sciences; Washington, DC: The American Ornithologists’ Union.

### Дисертації
- Heydweiller AM. Ph.D. (1936). LIFE HISTORY OF THE TREE SPARROW, SPIZELLA ARBOREA. Cornell University, United States, New York.
- Naugler CT. M.Sc. (1992). Effects of the acoustic environment on song structure and song recognition in the American tree sparrow (Spizella arborea). Queen's University at Kingston (Canada), Canada.

### Статті
- Cusick EK & Wilson FE. (1972). On Control of Spontaneous Testicular Regression in Tree Sparrows Spizella-Arborea. General & Comparative Endocrinology. vol 19, no 3. pp. 441–456.
- Delisle JM & Savidge JA. (1997). Avian use and vegetation characteristics of conservation reserve program fields. Journal of Wildlife Management. vol 61, no 2. pp. 318–325.
- Durairaj G & Martin EW. (1970). Fatty-Acid Composition of the Tree Sparrow Spizella-Arborea. American Zoologist. vol 10, no 3.
- Hannah KC. (2005). An apparent case of cooperative hunting in immature Northern Shrikes. Wilson Bulletin. vol 117, no 4. pp. 407–409.
- Helms CW & Smythe RB. (1969). Variation in Major Body Components of the Tree Sparrow Spizella-Arborea Sampled within the Winter Range. Wilson Bulletin. vol 81, no 3. pp. 280–292.
- Keiper RR. (1969). Causal Factors of Stereotypies in Caged Birds Serinus-Canarius Serinus-Mozambicus Serinus-Leucopygius Spizella-Arborea Junco-Hyemalis Cyanocitta-Cristata Rearing. Animal Behaviour. vol 17, no 1. pp. 114–119.
- Martin EW. (1968). The Effects of Dietary Protein on the Energy and Nitrogen Balance of the Tree Sparrow Spizella-Arborea-Arborea. Physiological Zoology. vol 41, no 3. pp. 313–331.
- Morrison JV & Wilson FE. (1972). Ovarian Growth in Tree Sparrows Spizella-Arborea. Auk. vol 89, no 1. pp. 146–155.
- Paton PWC & Pogson TH. (1996). Relative abundance, migration strategy, and habitat use of birds breeding in Denali National Park, Alaska. Canadian Field-Naturalist. vol 110, no 4. pp. 599–606.
- Stuebe MM & Ketterson ED. (1982). A STUDY OF FASTING IN TREE SPARROWS (SPIZELLA-ARBOREA) AND DARK-EYED JUNCOS (JUNCO-HYEMALIS) — ECOLOGICAL IMPLICATIONS. Auk. vol 99, no 2. pp. 299–308.